# Más estrellas que en el cielo
Más estrellas que en el cielo fue un programa de televisión, emitido por La 1 de Televisión española en la temporada 1988-1989.

## Formato
Escrito y presentado por el escritor Terenci Moix, se trataba de un espacio de entrevistas a personajes relevantes del panorama artístico, sobre todo, aunque no exclusivamente, del mundo del cine. Eventualmente se incluían actuaciones musicales.

## Invitados
Cada uno de los programas contaba con varios invitados. Por el plató del programa desfilaron algunas de las más importantes caras del star system de Hollywood, como Lauren Bacall, Kirk Douglas, Cyd Charisse, Joan Fontaine, Gina Lollobrigida, Esther Williams, Joan Collins o Peter O'Toole.
Entre las personalidades españolas cabe mencionar los actores Tony Leblanc, Adolfo Marsillach, Amparo Rivelles, Nuria Espert, Sara Montiel, Lina Morgan y Concha Velasco, el tenor Alfredo Kraus o los escritores Antonio Gala, Gonzalo Torrente Ballester, Francisco Nieva, José Luis de Vilallonga y Carmen Martín Gaite.

## Equipo
Contó con un equipo de 24 guionistas y se grababa en los Estudios de Prado del Rey de TVE.